# 大陈乡
大陈乡，是中国浙江省衢州市江山市所辖的一个乡。 

## 行政区划
下辖以下地区：
乌龙村、早田坂村、夏家村、大陈村、大唐村和红星村。

## 中国传统村落
大陈村获评“中国传统村落”。